# St. Helena (California)
St. Helena, fundado en 1889, es un pueblo ubicado en el condado de Napa en el estado estadounidense de California. En el año 2000 tenía una población de 5,950 habitantes y una densidad poblacional de 487.6 personas por km².

## Geografía
Según la Oficina del Censo,el pueblo tiene un área total de 12,3 km² (4,7 mi²), de la cual 12,2 km² (4,7 mi²) es tierra y 0,1 km² (0 mi²) (0.4%) es agua.

## Demografía
Según la Oficina del Censo en 2000 los ingresos medios por hogar en la localidad eran de $58,902, y los ingresos medios por familia eran $68,831. Los hombres tenían unos ingresos medios de $43,190 frente a los $35,357 para las mujeres. La renta per cápita para la localidad era de $31,971. Alrededor del 6.4% de la población estaban por debajo del umbral de pobreza.